# Cooper T12
Cooper T12 byl vůz navržený v roce 1949 pro závody nízkoobjemových vozů, což byl předchůdce Formule 3.
Cooper T12 využíval jako pohonnou jednotku motocyklový motor JAP nebo Norton. Motor byl umístěn vzadu což bylo poměrně neobvyklé. Vozy byly často nabízeny jako zákaznické tedy bez motoru.
V roce 1950 tento vůz představil při Grand Prix Monaka Američan Harry Schell, do závodu se kvalifikoval na posledním místě a hned v úvodním kole uvízl v hromadné havárii. Při závodech u Cahours v září 1950 v tomto voze zahynul jezdec formule 1 a vítěz Le Mans Raymond Sommer.

## Technické údaje
- Motor: JAP
  - Vidlicový
  - 2 válce
  - Objem: 1100 cc
- Pneumatiky: Dunlop

## Výsledky vozu
| Legenda k tabulce | Legenda k tabulce                                                                       |
| Barva             | Výsledek                                                                                |
| ----------------- | --------------------------------------------------------------------------------------- |
| Zlatá             | Vítěz                                                                                   |
| Stříbrná          | 2. místo                                                                                |
| Bronzová          | 3. místo                                                                                |
| Zelená            | Bodované umístění                                                                       |
| Modrá             | Nebodované umístění                                                                     |
| Modrá             | Dokončil neklasifikován (NC)                                                            |
| Fialová           | Odstoupil (Ret)                                                                         |
| Červená           | Nekvalifikoval se (DNQ)                                                                 |
| Červená           | Nepředkvalifikoval se (DNPQ)                                                            |
| Černá             | Diskvalifikován (DSQ)                                                                   |
| Bílá              | Nestartoval (DNS)                                                                       |
| Bílá              | Závod zrušen (C)                                                                        |
| Světle modrá      | Pouze trénoval (PO)                                                                     |
| Světle modrá      | Páteční testovací jezdec (TD)                                                           |
| Bez barvy         | Netrénoval (DNP)                                                                        |
| Bez barvy         | Vyřazen (EX)                                                                            |
| Bez barvy         | Nepřijel (DNA)                                                                          |
| Bez barvy         | Odvolal účast (WD)                                                                      |
| Bez barvy         | Nezúčastnil se (prázdné)                                                                |
| Označení          | Význam                                                                                  |
| Tučnost           | Pole position                                                                           |
| Kurzíva           | Nejrychlejší kolo                                                                       |
| †                 | Jezdec nedojel do cíle, ale byl klasifikován, protože odjel více než 90 % délky závodu. |
| ‡                 | Byl udělován poloviční počet bodů, protože bylo odjeto méně než 75 % délky závodu.      |
| Horní index       | Umístění bodujících jezdců ve sprintu                                                   |

| Rok  | Motor      | Pneu | Jezdci       | 1   | 2   | 3   | 4  | 5   | 6   | 7   | Body | Umístění |
| ---- | ---------- | ---- | ------------ | --- | --- | --- | -- | --- | --- | --- | ---- | -------- |
| 1950 | JAP 1,1 V2 | D    |              | GBR | MON | 500 | CH | BEL | FRA | ITA | -    | -        |
| 1950 | JAP 1,1 V2 | D    | Harry Schell |     | Ret |     |    |     |     |     | -    | -        |